# Procellosaurinus
Procellosaurinus — рід ящірок родини гімнофтальмових (Gymnophthalmidae). Представники цього роду є ендеміками Бразилії.

## Види
Рід Procellosaurinus нараховує 2 види:
- Procellosaurinus erythrocercus Rodrigues, 1991
- Procellosaurinus tetradactylus Rodrigues, 1991

## Етимологія
Наукова назва роду Procellosaurinus походить від сполучення слів лат. procella — буря і σαυρος — ящірка.